# SM-65B Atlas

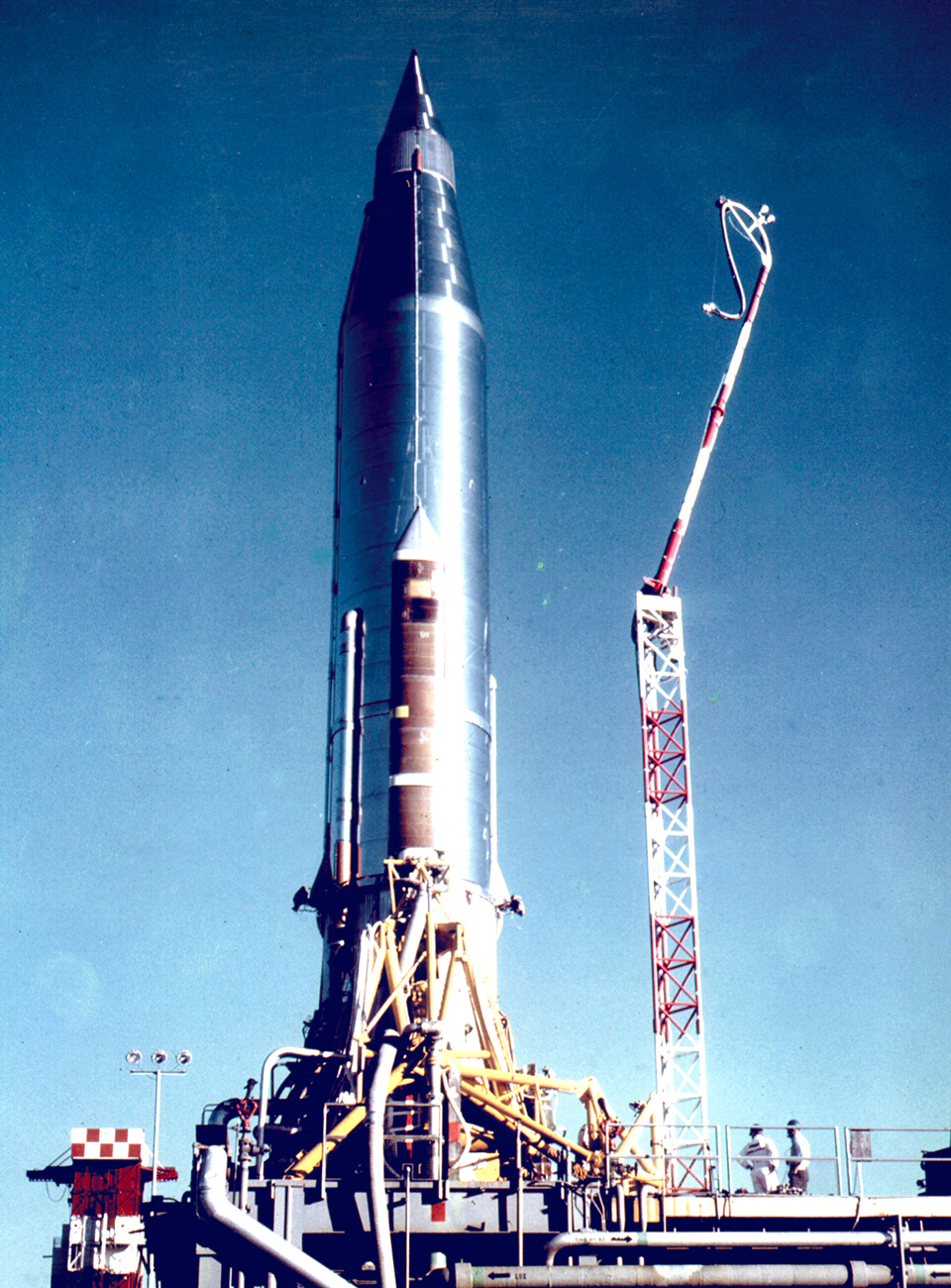
Atlas B antes do lançamento do SCORE (USAF)

O SM-65B Atlas, ou Atlas B, também designado de X-12 era um protótipo do míssil Atlas. Voou pela primeira vez em 19 de julho de 1958.
Foram feitos dez voos. Nove deles foram voos suborbitais como um teste do míssil balístico intercontinental Atlas, com cinco missões bem sucedidas e quatro fracassos. O sétimo voo, lançado em 18 de Dezembro de 1958, foi utilizado para colocar o satélite SCORE em órbita terrestre baixa, o primeiro lançamento orbital realizado por um foguete Atlas.
Todos os lançamentos do Atlas B foram realizadas a partir da Estação da Força Aérea de Cabo Canaveral, nos Complexos de lançamentos 11, 13 e 14.